# Anton Karl Grünwald
Anton Karl Grünwald (* 23. November 1838 in Prag; † 2. September 1920 in Prag-Dejvice) war ein österreichischer Mathematiker.

## Leben
Grünwald studierte ab 1856 an der Prager Universität Mathematik und Maschinenbau, promovierte 1861 zum Dr. phil. und qualifizierte sich 1863 in Mathematik.
1863 bis 1868 arbeitete er als Privatdozent für Mathematik an der Technischen Hochschule in Prag. Ferner 1865 bis 1869 als Assistenz-Professor für Physik an der Universität. 1870 wurde er a.o. Professor an der chemisch technischen Landesinstitution und am 1. Jänner 1881 o. Professor für Mathematik an der Deutschen Technischen Hochschule Prag.
Er forschte zur Spektralanalyse. Sein mathematisches Hauptziel war eine Verallgemeinerung des Ableitungsbegriffs eines Integrals. 1867 stellte er die Grünwald-Letnikov-Ableitung auf (Aleksey Vasilievich Letnikov im Folgejahr).
Er wurde außerordentliches Mitglied der Königlichen Böhmischen Gesellschaft der Wissenschaften. Sein Sohn, Josef Grünwald (1876–1911) wurde ebenfalls Mathematiker.

## Veröffentlichungen
- Ueber die Entwickelung der begrenzten Derivationen nach positiven ganzen Potenzen des Index und die damit zusammenhängende Logialrechnung. 1881 (Online)
- Spectralanalyse des Kadmiums. Wien, 1888
- Mathematische Spectralanalyse des Magnesiums und der Kohle. Berlin, 1887
- Über das sogenannte zweite oder zusammengesetzte Wasserstoffspectrum von Dr. B. Hasselberg und die Structur des Wasserstoffes. 1892
- Spectralanalytischer Nachweis von Spuren eines neuen, der ersten Reihe der Mendelejeff'schen Tafel angehörigen Elementes, welches besonders im Tellur und Antimon, ausserdem aber auch im Kupfer ... 1889
- Über die mechan. Vorgänge, welche den elektr. zu Grunde liegen: Vortrag. 1895